# Thern Promontory
Das Thern Promontory ist ein bis zu 2200 m hohes und vereistes Vorgebirge im ostantarktischen Viktorialand. Es bildet 11 km westlich des Mount Nansen den westlichen Ausläufer der Eisenhower Range an dessen südlichem Ende.
Das Advisory Committee on Antarctic Names benannte es 1968 nach Michael G. Thern, Ingenieur der McMurdo-Station zwischen 1965 und 1966 sowie im antarktischen Winter des Jahres 1967.